# パックピクス
『パックピクス』は、2005年3月10日にナムコ（後のバンダイナムコゲームス）より発売されたニンテンドーDS用ゲームソフトである。

## ゲームの特徴
ニンテンドーDSのハードの特長を活かし、「自分の描いた絵が動き出す」という新しい体験を与えてくれる。
基本的には、自分で描いたパックマンを操作して、ゴースト達を退治するゲームである。それ以外にも矢を描いて飛ばしたり、爆弾を描いたりと様々な「ジェスチャー」が登場する。

## ジェスチャー
全てに描き順が存在し、間違えると実体化しない。
パックマン
基本のジェスチャー。これでゴーストを食べていく。唯一描ける回数が決まっている（1ステージにつき5～10）。
タッチペンで押さえると止まり、パックマンの前に線を引くと、引いた方向に動く。
矢
チャプター5より登場。相合傘のような形を描くとその瞬間に飛ぶ。どの方向にも飛ばせる。これでスイッチを押したり上に浮かぶゴーストを落としたりする。
爆弾
チャプター9より登場。鎧やシェルターを壊せる。

## ゴースト
ピンキー
敵キャラにしては愛らしい外見が特徴。初代『パックマン』に登場する同名のゴーストがモデル。雑魚敵。
ブルル
逃げ足が速いゴースト。だが速いのは数秒。
ベロベロ
舌を出しているゴースト。ワープする能力があるがした直後めまいを起こす。
バリベエ
前面にバリアを張ったゴースト。チャプターが進むにつれ数が多くなったり逃げ足が速くなるため、プレイヤーは彼に悩まされることになる。
バリベエタ
バリベエの派生型。後述のBOOKⅡより登場。バリベエよりもさらに逃げ足が速くなっている。
スージーズ
数体で一心同体のゴースト。腹に数字が書いてあり、その順に食べないと復活する。12-3にのみ5番目が登場。
2番目だけが別の場所にいる場合があるなど、かなり厄介である。
ペペタ
ページ上に泥を塗ってくる（浮かんでいる場合は泥を投げてくる）。その泥の上には少しの間何も描けなくなる。
泡
中にゴーストが入って浮かんでいる。矢で突けば落とせる。
アーマー
ゴーストが着用する鎧。側面には喜怒哀楽を表したような模様がある。

### ボス
偶数チャプターの6面に登場。ボス戦の開始時にはゴングの音と共に「FIGHT!」の文字が現れる。食べると奇怪な悲鳴をあげる。括弧内は獲得スコア
デカデッカン
チャプター2、6、10に登場。最初は名前の通り大きく、デカデッカンより大きいパックマンを書かないと弾かれる。食べるごとに巨大化し、3回食べると倒せる。(10000、20000、30000P)
6では頭に風船をつけ泡をまとって登場。泡を矢ではがし風船を割り、落とすと食べられる。(30000P)
10ではアーマーをまとって登場。爆弾で2回（BOOKⅡでは3回）爆破するごとに小さくなりながらも増殖し、最後には4体になる。(1体につき10000P)
アロハー  (50000P)
チャプター4に登場。4つの目をもち、ナメクジに似た風貌のゴースト。紙を突き破ってその裏から目と尻尾を出す。体からはなぜか葉が6枚生える。たまに本体の口から矢を放ち、パックマンに当たると場外にはね飛ばされる。
目が弱点で、食べることでダメージを与えられる。数回目を食べるごとに体に生えた葉が2枚ずつ無くなっていき、最後は小さくなった本体を食べる。
ゴーストハウス (80000P)
チャプター8に登場。その名の通り古びた洋館のような外観をしたゴースト。
小さいゴーストを3匹吐き出し、それを食べると扉と思しき所から爆弾を吐き出す。屋根が弱点で、爆弾を吐いているときに屋根の6箇所に2回ずつ矢を当てると屋根が壊れ、すべて壊すと小さくなる。
BOOKⅡでは屋根に3回攻撃する必要がある。この関係で壊れた屋根のグラフィックが一段階分追加されている。
インクマスター (100000P)
ラスボス。ゴーストインクを大量に使って描いたゴーストのボス。形がなくインクそのもので、DSの上画面全体に溜まっている。
下画面にせり出してくる本体を爆弾の爆風で押し上げ（爆破すると奇妙な顔が現れる）、その後上から落ちてくるインクの塊でできた重りのようなものをかわしつつ、下画面で動き回っているインクの塊を全部食べると、弱点であるインクの瓶が上画面に現れるので、インクの瓶に矢を4発当てる（当てるごとに奇妙な顔が現れる）。
これを3回繰り返すと消滅するが、まだ倒したわけではない。その後、パックマンの力でパックマンの残り数が無限になり、インクの瓶の形に固まった本体に10回（BOOKⅡでは20回）パックマンを当てると、うめき声をあげながら元のインクの瓶に戻り、瓶ごと食べる。

## アイテム・障害物
フルーツ
ゴーストを決まった数食べると上画面のアイテムロードに出現。チェリー、ストロベリー、オレンジ、メロンの4種で、得点が異なる。
1UP
フルーツと同じように出現。パックマンの残り数が増える。
鍵スイッチ
パックマンが踏むか矢で撃つ又は爆弾の爆風で押され、アイテムロードに行けるようになる。一定時間で元に戻る。最初はシェルターに入っていて爆破する必要がある場合もある。なお、アイテムロードが閉ざされていない又は開けることができないステージもある。
プッシュスイッチ
足跡のマークのスイッチ。パックマンやゴーストが踏んでいる間のみ押され、一部のブロックが消える。横移動するブロックが一定時間スイッチを押してくれる。
グループスイッチ
1ステージに3、4個あり、鍵スイッチと同様の方法で押される。全部押すと緑色に光り、一部ブロックが消える。
ファイアスイッチ
押すとろうそくに火がつき、爆弾を爆破できるようになる。火がつきっぱなしのステージもある。
ミラー
矢を反射するアイテム。矢を撃つ方向を微調整するだけでも方向が変わってくる。また、チャプター7-3とチャプター8-6（ボス）のみ違うデザインのミラーが設置されている。
ブロック
障害物。カラフルでジグソーパズルのピースのような形だがパックマンが当たるとはね飛ばされ、さらにブロック2個の間に入ってしまい3回ほど跳ね飛ばされ場外に出されてしまう。なお、ゴースト達はすりぬけて通っている。
シェルター
障害物。中にゴーストやスイッチが入っており、爆破すると出せる。

## ギャラリー
ここでは本編で見たオープニングとエンディングやジェスチャーのレクチャーが見られる他、集めたカードを確認したり、ジェスチャーの練習が出来るスケッチブックがある。スケッチブックでは本編では描けない8種の隠しジェスチャーが描ける。カードは、BOOKⅠでBランクをとると1枚、Aランク以上で2枚、BOOKⅡではAランク以上で1枚もらえる。最後の4枚は「スペシャル」で、BOOKⅠ、Ⅱ合計24チャプターにおいてSランクを6つ取る毎に1枚もらえる。つまり全24チャプターでSランクを取れば40枚のカードが揃う。

## その他
- チャプター12をクリアすると、タイトル画面に青い本「BOOKⅡ」が出現。難易度が上がっており、ゴーストのスピードが速く、時間が少ない。さらに前述のバリベエタや、本来と全然別物になったステージも登場する。
- BGMは、チャプター1/5/9のもの、2/6/10のもの、3/7/11のもの、4/8のものに分かれており、ボスステージのBGMも同じように統一されている。チャプター12のみ、最終ステージということもあってか、オリジナルのBGMが流れる。
- 発売時、初回購入特典として特製タッチペンがもらえた。DS本体付属のタッチペンより太いため持ちやすいのが好評で、2005年7月発売の『パックンロール』でも同じものがプレゼントされた。また、本作ではパックマンの武器である「魔法のペン」として物語にも登場する。